# 우리들의 쪼그라진 영웅
《우리들의 쪼그라진 영웅》은 1997년 3월 21일에 MBC에서 방영한 베스트극장이다.

## 줄거리
세무서에서 일하는 한영웅 계장은 비리를 저질려봐야 영수증 조작으로 겨우 몇 천원을 빼내 차비로 쓰는 게 고작이고, 아내의 잔소리가 듣기 싫어 야근을 한다. 어느 날 영웅은 전세금을 독촉하는 주인의 성화에 고심하다가 상사 김 과장을 찾아가 금화기업을 봐주고 받은 떡값에 대해 슬쩍 떠본다. 김 과장은 이같은 영웅의 말에 쓸데없는 소리하지 말라며 핀잔을 주지만 잠시 후 비밀리에 영웅을 불러 금화기업건에 대해 뒤탈이 없도록 무마해달라며 1천만 원을 대가로 제시한다. 그러다가 비리가 탄로나려 하자 과장의 명령으로 잠시 몸을 숨기게 되고, 그러던 중 우연히 탈옥수 홍성대와 동행하게 된다. 성대는 돈을 준다는 말에 다른 사람 대신 살인죄로 감옥에 갔다가 아내의 배신을 복수한다며 탈옥했다. 하지만 두 사람은 속았다는 것을 알게 되고 자수를 택지만 영웅은 모든 죄를 뒤집어쓰고 결국 감옥에 간다.

## 등장 인물

### 주요 인물
- 강남길 : 한영웅 역
- 권용운 : 홍성대 역

### 그 외 인물
- 양택조
- 박영지
- 문용민
- 김도연
- 홍순창
- 박경순